# 興業控股
興業控股有限公司，簡稱興業控股（英語：HING YIP HOLDINGS LIMITED，港交所：0132），在1992年2月12日，由中國興業股份有限公司在百慕達組成一家控股公司，也就是1993年9月14日開始介紹形式上市，現時為广东南海控股投资有限公司轄下公司。前身為「中國興業控股有限公司」。在1973年3月2日創立，而曾在1973年5月18日於香港交易所主板上市。而該公司前身為「聯益工業及投資有限公司」、「聯益工業及發展有限公司」、「第一城市有限公司」，以及「菲華發展集團有限公司」。
在1992年2月12日，公司計劃在百慕達組成一家控股公司，名為「中國興業控股有限公司」，故此1993年9月14日開始介紹形式上市。
現時業務為經營酒店、管理和房地產項目的投資、開發等，主要資產包括桂林觀光酒店，該總部位於香港九龍尖沙咀麼地道66號尖沙咀中心601室。董事長為游廣武，首席執行官為蘇文釗。
而過往投資板材業務，也就是曾擁有南海亨達木業有限公司、佛山市南海佳順木業有限公司，以及佛山市南海佳順木業有限公司資產等，也因為成本過高，再加上過往發生嚴重管理問題而終止。

## 連結
- hingyiphk.quamhkir.com/f/tonghai/change?code=cpydtl&key=132